# Machimus mongolicus
Machimus mongolicus är en tvåvingeart som beskrevs av Moucha 1966. Machimus mongolicus ingår i släktet Machimus och familjen rovflugor. Inga underarter finns listade i Catalogue of Life.